# Cynorkis galeata
Cynorkis galeata är en orkidéart som beskrevs av Heinrich Gustav Reichenbach. Cynorkis galeata ingår i släktet Cynorkis, och familjen orkidéer. Inga underarter finns listade i Catalogue of Life.